# Hollomon-Jaffe-Parameter
Der Hollomon-Jaffe-Parameter 
{\displaystyle H_{p}={\frac {T}{1000}}\cdot (C+\log(t))}
beschreibt die Wirkung des Anlassens, einer Wärmebehandlungsart von Stahl. Er ist eine Funktion der Anlassdauer t und der Anlasstemperatur T. In diese nicht einheitenkonsistente Formel geht die Temperatur T in Kelvin und die Zeit t in Stunden ein. C ist eine werkstoffabhängige Konstante, welche sich für die von Hollomon und Jaffe untersuchten Stähle linear mit steigendem Kohlenstoffanteil verringert. Für die Anwendung (Genauigkeit ±1,5 HRC) genügen die Annahmen C = 19,5 für Stähle mit einem Kohlenstoffanteil von 0,25–0,4 Prozent und C = 15 für Stähle mit einem Kohlenstoffanteil von 0,9–1,2 Prozent (Werkzeugstähle). In der Praxis wird oft C = 20 für Kohlenstoff-Mangan-Stähle und niedrig legierte Stahlsorten herangezogen. Für höher legierte Stähle (z. B. mit 9 Prozent Chrom) findet manchmal auch C = 30 Verwendung.
Die Beziehung kann zur Zeit- und Energieeinsparung in Härtereien verwendet werden. Unterschiedliche Kombinationen aus Dauer und Temperatur der Wärmebehandlung können identische Hollomon-Parameter ergeben. Die Anlasswirkung ist dann ebenfalls vergleichbar.
Beispiel: Gehärtete Stahlteile aus C45 (C-Stahl ohne Sondercarbidbildner) mit einer Ausgangshärte von 61 HRC erreichen nach einem Anlassen von 4 Stunden bei 190 °C die Sollhärte von 53 HRC. Zur Erzielung des gleichen Härtewertes kann die Anlasszeit bei einer Temperatur von 210 °C stattdessen  auf 0,6 Stunden (36 Minuten) verkürzt werden.